# 阿波羅橋

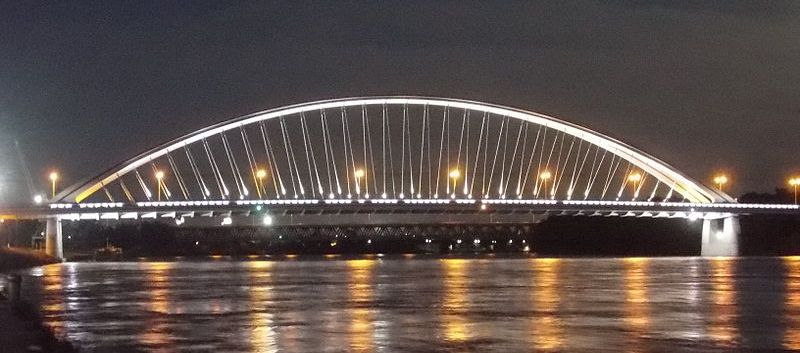
阿波羅橋

阿波羅橋是位於斯洛伐克布拉提斯拉瓦多瑙河上的一座公路橋。阿波羅橋於2003年開始建設 。2005年9月5日，阿波羅橋開始對公眾開放。